# 尾澤金一
尾澤 金一（おざわ きんいち、1905年〈明治38年〉9月4日 - 1987年〈昭和62年〉8月16日）は、日本の実業家。姓の「澤」は「沢」の旧字体であるため、尾沢 金一（おざわ きんいち）とも表記される。
日東肥料株式会社監査役、片倉製糸紡績株式会社監査役、尾澤組合名会社代表社員などを歴任した。

## 概要
昭和年間に製糸業にて成功した実業家である。日本で有数の大規模な製糸業を展開し、「諏訪の六大製糸家」の一人と謳われた尾澤福太郞の嫡孫にあたる。福太郞から家督を継承し、家業の発展に力を尽くした。福太郞の率いる製糸会社である尾澤組と片倉製糸紡績との合併にともない、片倉財閥の幹部として興隆に力を振るった。日東肥料や片倉製糸紡績にて監査役を務めるなど、多くの企業で要職を歴任した。また、小森一男、斉藤義信とともに、慶應義塾體育會バスケットボール部ユニコーンズの創設のきっかけとなった人物の一人としても知られている。

## 来歴

### 生い立ち

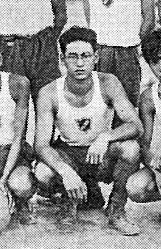
1927年7月、愛知県丹羽郡犬山町での合宿にて

1905年（明治38年）9月4日、実業家である尾澤晴海の長男として生まれた。金一の母は実業家である尾澤福太郞の長女であり、父である晴海は福太郞の養嗣子であった。生家の尾澤家は、信濃国の諏訪郡岡谷村では豪農として知られていた。金一の曾祖父である尾澤金左衛門は温厚で篤実な性格で知られており、岡谷村で製糸業を営んでいた。1879年（明治12年）、金左衛門は初代片倉兼太郞や林倉太郎とともに同業者を束ねて製糸業結社「開明社」を創業し、金左衛門、片倉、林が輪番で社長を務めることにした。開明社は品質管理に注力するなど製品の改善に取り組み、製糸業界において「信州上一番格」と謳われることになった。もともと地主であった尾澤家、片倉家、林家は、開明社の興隆にともないさらなる発展を遂げ、製糸業界の実力者となっていった。
1894年（明治27年）10月、金一の祖父である尾澤福太郞が、尾澤金左衛門から家督を継承し、尾澤家の当主となった。開明社は「県下第一の結社」と讃えられるほど大きく発展していったが、弊害も生じるようになり加盟業者らの分出に繋がっていった。福太郞の率いる製糸会社である尾澤組も、1894年（明治27年）に開明社から分出することになった。同様に、初代片倉兼太郞も三全社、片倉組を設立するなど開明社からの独立を画策し始めた。この頃、開明社に限らず長野県の製糸業結社では加盟業者の独立が相次いでおり、軒並み分裂していくこととなった。その後、尾澤組では、福太郞や金一の大叔父である尾澤琢郞が煮繭分業を実現するため煮繭機の改良に取り組むなど、経営の改善に力を注いだ。尾澤組は日本でも有数の規模を誇る製糸業者に発展し、同社が経営する製糸所にはアメリカ合衆国から視察団が訪れるほどであった。長野県には大小さまざまな製糸業者が乱立し、器械製糸業者だけでも600社以上存在したが、その中でも尾澤組は片倉製糸紡績などとともに「諏訪の六大製糸」と呼ばれるほどの規模となった。長野県だけで1075釜の製糸所を所有していたが、そのほか埼玉県に1005釜、熊本県に418釜、青森県に348釜など県外にも製糸所を所有し、全国的に事業を展開した。
しかし、金一の父である尾澤晴海は、若くして亡くなった。その後、金一の母は倉澤虎雄と再婚することになり、それにともない、虎雄は尾澤福太郞の養子となった。ただ、既に金一が生まれていたことから、亡くなった晴海に代わって金一が尾澤家の嗣子となった。その後、金一の母が亡くなると、虎雄は他家から後妻を迎えることにした。さらに、虎雄は妻子を伴い、福太郞の家から分家することになった。ただ、福太郞と虎雄との養子縁組は解消しなかったことから、虎雄は金一の継父ではなくなったものの、金一の養叔父となった。
その後、金一は深く学問を身に着けるため上京し、旧制の成城中学校に進学した。旧制中学校卒業後は、慶應義塾大学に進学し、経済学を学んだ。在学中は、ともに成城中学校から慶應義塾大学に進学した小森一男、斉藤義信とバスケットボールで意気投合し、1924年（大正13年）に「慶應義塾籠球倶楽部」を結成した。これが、のちに天皇杯全日本バスケットボール選手権大会優勝など華々しい戦歴を持つ「慶應義塾體育會バスケットボール部ユニコーンズ」の始まりであった。当初は慶應幼稚舎や近隣の学校の運動場を間借りして練習していたが、部員の一人が愛知県丹羽郡犬山町にあるホテル「彩雲閣」の御曹司だったことから、彩雲閣で合宿を行うようになった。1926年（大正15年）7月に彩雲閣で初めての合宿を行い、その後、まずは小手調べのためと称し、関東地方の大会ではなく、あえて関西学生バスケットボール選手権大会に「愛知犬山クラブ」を名乗って出場している。ただ、アウト・オブ・バウンズの際、メンバーが思わず「慶応ボール、慶応ボール」などと叫んでしまい慶應義塾大学の学生であることが発覚する、という椿事が起きている。なお、ポジションはセンターやガードであった。翌年7月にも、メンバーらと彩雲閣で合宿を行っている。1930年（昭和5年）、慶應義塾大学を卒業した。

### 実業家として

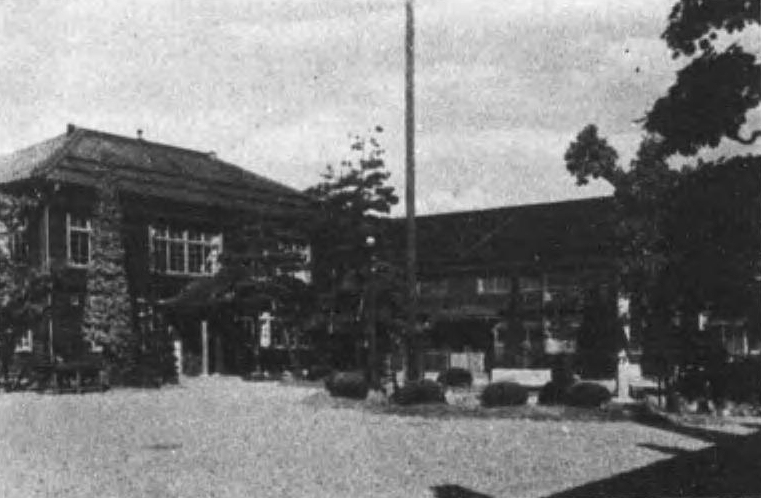
かつて尾澤組の本部が設置されていた片倉製糸紡績尾澤製糸所

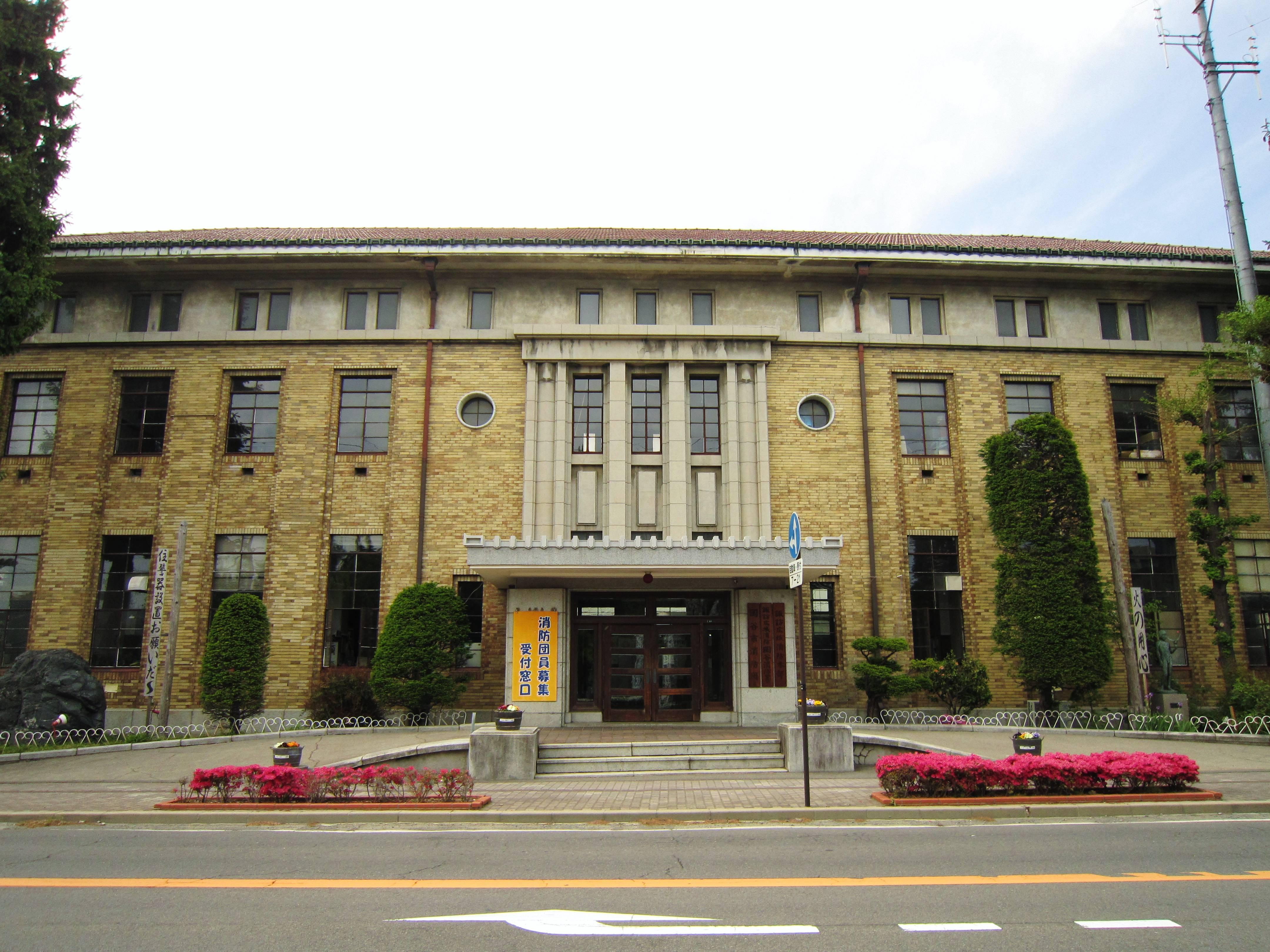
尾澤家が私財を投じて建設し寄贈した岡谷市庁舎

大学卒業後は、祖父の尾澤福太郞や養叔父の尾澤虎雄らと尾澤家の家業に参画するとともに、実業界にて活躍した。なお、1923年（大正12年）の時点で福太郞は尾澤組を株式会社化しており、その初代社長に就任している。資本金は550万円であり、この時点で2700釜超を擁する大規模な製糸業者であった。同年、初代片倉兼太郞の弟である二代目片倉兼太郞が率いる片倉製糸紡績と、尾澤組とが合併することになった。合併後の片倉製糸紡績において、福太郞は取締役に名を連ね常務に就任した。その結果、金一も片倉製糸紡績の幹部として迎えられることになった。片倉製糸紡績と尾澤組の合併により、日本国内の製糸所のうち7割以上を手中に収めるに至った。経営基盤はさらに強固なものとなり、各地で製糸所の新設や買収を展開するなどさらなる規模拡大を進め、本土だけでなく朝鮮や中華民国にも進出した。片倉財閥の興隆により、二代目兼太郞は「シルクエンペラー」とまで謳われた。尾澤家も繁栄を極めており、1936年（昭和11年）に地元である長野県諏訪郡平野村の改称・市制施行により岡谷市が発足した際には、故郷のために尾澤家が私財を投じて市庁舎を建設し、市にそのまま寄贈するほどであった。
また、1930年（昭和5年）には実弟の尾澤陸平が慶應義塾大学経済学部を卒業し、金一らを助け家業に参画するようになった。なお、陸平は1933年（昭和8年）に尾澤福太郞の家から分家しており、のちに製糸会社である朝鮮生糸の取締役に名を連ねて常務に就任した。その後、片倉財閥を離れ、義従弟である二代目池貝庄太郎が率いる池貝鐵工所に転じ、そちらで秘書を務めることになる。
1937年（昭和12年）、祖父である尾澤福太郞が亡くなった。同年、尾澤家の家督は福太郞から金一に継承された。金一は引き続き片倉財閥の幹部として活躍するとともに、さまざまな企業で要職を歴任した。一例として、日東肥料においては、監査役に就任している。また、片倉財閥の中核を構成する片倉製糸紡績においても、監査役に就任している。なお、尾澤家の家督を継承するのにともない、福太郞が設立した合名会社の尾澤組にて、2代目となる代表社員を務めた。この尾澤組は、株式会社化したのちに片倉製糸紡績と合併した製糸事業会社とは別会社であり、尾澤家の資産管理会社として設立されたものである。
なお、私生活においては、尾澤琢郞の長女と結婚することになった。なお、琢郞の妻は、二代目片倉兼太郞の兄である今井五介の長女にあたる。したがって、金一の妻は、二代目兼太郞の大姪であり、片倉財閥の祖である片倉市助の曾孫にあたる。この結婚により、「諏訪の六大製糸家」の一人である尾澤福太郞の嫡孫である金一が、同じく「諏訪の六大製糸家」の一人である二代目兼太郞の実兄の孫と結婚することになり、尾澤家と片倉家の姻戚関係はより強固なものとなった。
また、金一は東京府東京市が所有する1万7000坪の土地を取得しようと考え、その入札に参加した。この市有地は、従来は三木武吉が借り受けてゴルフ練習場を経営していたが、1938年（昭和13年）頃より東京市役所港湾部が民間への払い下げを計画していた。ところが、梁瀬長太郎率いる梁瀬自動車もこの土地に目を付けており、軍需用の工場を建設しようと考えていた。その結果、入札は金一率いる尾澤組と長太郎率いる梁瀬自動車との一騎打ちとなった。梁瀬自動車で土地取得の交渉責任者だった梁瀬喜作は、入札参加者は自分たちのみと当初予想しており、容易に落札できると考えていた。そのため、金一の参戦は喜作にとって予想外の展開であり、大いに驚き狼狽した。最終的に梁瀬自動車が落札したものの、双方の争いにより値は大幅に吊り上り、好条件を提示せざるを得なくなった喜作は長太郎から後日大いに叱責されたという。なお、このときまで尾澤家と梁瀬家と間に特段の交友はなかったが、のちに金一の従叔父である尾澤金藏が長太郎の娘と結婚することになった。また、太平洋戦争により梁瀬家の邸宅が焼失すると、長太郎は尾澤家の邸宅に一時身を寄せていた。
1945年（昭和20年）8月15日、大日本帝国はポツダム宣言を受諾し、敗戦を迎えた。連合国軍総司令部により財閥解体が指示され、1946年（昭和21年）12月7日に片倉製糸紡績も財閥指定を受けたことから、興隆を誇った片倉財閥も解体された。それにともない、片倉家と尾澤家の栄華も終わりを告げた。1987年（昭和62年）8月16日、死去した。

## 人物
慶應義塾バスケットボール三田会が創部50年を記念する冊子の発行を企画したところ、既に高齢であった金一も創設者の一人として対談に参加しており、晩年になっても慶應義塾への愛校心やバスケットボールへの情熱は衰えなかったようである。なお、従叔父の尾澤金藏や実弟の尾澤陸平も慶應義塾の卒業生である。

## 家族・親族

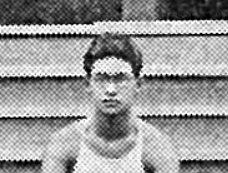
1926年7月、愛知県丹羽郡犬山町での合宿にて

片倉財閥を興した片倉家とは姻戚関係にある。尾澤福太郞の二女は、片倉俊太郎の二男である片倉直人に嫁いでいる。直人は、片倉製糸紡績などの役員を務めた実業家である。また、福太郞の弟である尾澤琢郞は、貴族院議員の今井五介の長女と結婚]た。五介は初代片倉兼太郞の弟であり、片倉家から今井家の養子となり、片倉製糸紡績の役員を経て国会議員となった。このような密接な関係があったことから、片倉製糸紡績と尾澤組との合併が話題となった際には「片倉、尾澤兩家の間柄は切つても切れぬ親族關係、同じ土地に六大製糸などゝ對立してゐたからとて、別段商賣敵として啀み合ふこともなく、最近生糸業改善の先決問題として製糸業合同の機運が醸成され來つたのを動機として、スラ〳〵と合併談が捗つたのも寧ろ當然の話」と報じられている。
なお、下記以外にも、片倉工業創業家の初代片倉兼太郞は義大伯父、二代目片倉兼太郞は義大叔父、三代目片倉兼太郞は義従叔父にあたり、池貝創業家の二代目池貝庄太郎は義従弟にあたり、ヤマサ醤油創業家の濱口義郎は義従弟にあたるなど、係累縁者が多数存在するが、ここでは尾澤金一の親族に該当する著名人のみを列挙した。
- 尾澤金左衛門（曾祖父） - 実業家
- 片倉市助（義曾祖父） - 実業家
- 尾澤福太郞（祖父） - 実業家
- 今井五介（義祖父） - 政治家
- 尾澤琢郞（大叔父・岳父） - 実業家
- 尾澤晴海（父） - 実業家
- 尾澤虎雄（元継父・養叔父） - 実業家
- 片倉直人（義叔父） - 実業家
- 今井眞平（義叔父） - 実業家
- 今井五六（義叔父） - 政治家
- 尾澤金藏（従叔父・義弟） - 実業家
- 尾澤陸平（弟） - 実業家

## 系譜
|          |          |          |          |          |          |  |  |              |              |              |              |              |              |  |  |                |                |                |                |                |                |  |  |                  |                  |                  |                  |                  |                  |  |  |            |  |  |  |  |  |  |  |
|          |          |          |          |          |          |  |  |              |              |              |              |              |              |  |  |                |                |                |                |                |                |  |  |                  |                  |                  |                  |                  |                  |  |  | 尾澤陸平   |  |  |  |  |  |  |  |
|          |          |          |          |          |          |  |  |              |              |              |              |              |              |  |  |                |                |                |                |                |                |  |  |                  |                  |                  |                  |                  |                  |  |  |            |  |  |  |  |  |  |  |
|          |          |          |          |          |          |  |  |              |              |              |              |              |              |  |  |                |                |                |                |                |                |  |  | 尾澤晴海         |                  |                  |                  |                  |                  |  |  |            |  |  |  |  |  |  |  |
|          |          |          |          |          |          |  |  |              |              |              |              |              |              |  |  |                |                |                |                |                |                |  |  |                  |                  |                  |                  |                  |                  |  |  | 尾澤金一   |  |  |  |  |  |  |  |
|          |          |          |          |          |          |  |  |              |              |              |              |              |              |  |  |                |                |                |                |                |                |  |  |                  |                  |                  |                  |                  |                  |  |  |            |  |  |  |  |  |  |  |
|          |          |          |          |          |          |  |  | 尾澤金左衛門 | 尾澤金左衛門 | 尾澤金左衛門 | 尾澤金左衛門 | 尾澤金左衛門 | 尾澤金左衛門 |  |  | 尾澤福太郞     | 尾澤福太郞     | 尾澤福太郞     | 尾澤福太郞     | 尾澤福太郞     | 尾澤福太郞     |  |  | 福太郞の長女初枝 | 福太郞の長女初枝 | 福太郞の長女初枝 | 福太郞の長女初枝 | 福太郞の長女初枝 | 福太郞の長女初枝 |  |  |            |  |  |  |  |  |  |  |
|          |          |          |          |          |          |  |  | 尾澤金左衛門 | 尾澤金左衛門 | 尾澤金左衛門 | 尾澤金左衛門 | 尾澤金左衛門 | 尾澤金左衛門 |  |  | 尾澤福太郞     | 尾澤福太郞     | 尾澤福太郞     | 尾澤福太郞     | 尾澤福太郞     | 尾澤福太郞     |  |  | 福太郞の長女初枝 | 福太郞の長女初枝 | 福太郞の長女初枝 | 福太郞の長女初枝 | 福太郞の長女初枝 | 福太郞の長女初枝 |  |  |            |  |  |  |  |  |  |  |
|          |          |          |          |          |          |  |  |              |              |              |              |              |              |  |  |                |                |                |                |                |                |  |  |                  |                  |                  |                  |                  |                  |  |  |            |  |  |  |  |  |  |  |
|          |          |          |          |          |          |  |  |              |              |              |              |              |              |  |  |                |                |                |                |                |                |  |  | 尾澤虎雄         |                  |                  |                  |                  |                  |  |  |            |  |  |  |  |  |  |  |
|          |          |          |          |          |          |  |  |              |              |              |              |              |              |  |  |                |                |                |                |                |                |  |  |                  |                  |                  |                  |                  |                  |  |  |            |  |  |  |  |  |  |  |
|          |          |          |          |          |          |  |  |              |              |              |              |              |              |  |  |                |                |                |                |                |                |  |  | 福太郞の二女織衣 |                  |                  |                  |                  |                  |  |  |            |  |  |  |  |  |  |  |
|          |          |          |          |          |          |  |  |              |              |              |              |              |              |  |  |                |                |                |                |                |                |  |  |                  |                  |                  |                  |                  |                  |  |  |            |  |  |  |  |  |  |  |
|          |          |          |          |          |          |  |  |              |              |              |              |              |              |  |  |                |                |                |                |                |                |  |  |                  |                  |                  |                  |                  |                  |  |  |            |  |  |  |  |  |  |  |
|          |          |          |          |          |          |  |  |              |              |              |              |              |              |  |  |                |                |                |                |                |                |  |  | 片倉直人         |                  |                  |                  |                  |                  |  |  |            |  |  |  |  |  |  |  |
|          |          |          |          |          |          |  |  |              |              |              |              |              |              |  |  |                |                |                |                |                |                |  |  |                  |                  |                  |                  |                  |                  |  |  |            |  |  |  |  |  |  |  |
|          |          |          |          |          |          |  |  |              |              |              |              |              |              |  |  | 尾澤琢郞       |                |                |                |                |                |  |  |                  |                  |                  |                  |                  |                  |  |  |            |  |  |  |  |  |  |  |
|          |          |          |          |          |          |  |  |              |              |              |              |              |              |  |  |                |                |                |                |                |                |  |  |                  |                  |                  |                  |                  |                  |  |  |            |  |  |  |  |  |  |  |
|          |          |          |          |          |          |  |  |              |              |              |              |              |              |  |  |                |                |                |                |                |                |  |  |                  |                  |                  |                  |                  |                  |  |  | 琢郞の長女 |  |  |  |  |  |  |  |
|          |          |          |          |          |          |  |  |              |              |              |              |              |              |  |  |                |                |                |                |                |                |  |  |                  |                  |                  |                  |                  |                  |  |  |            |  |  |  |  |  |  |  |
| 片倉市助 | 片倉市助 | 片倉市助 | 片倉市助 | 片倉市助 | 片倉市助 |  |  | 今井五介     | 今井五介     | 今井五介     | 今井五介     | 今井五介     | 今井五介     |  |  | 五介の長女たみ | 五介の長女たみ | 五介の長女たみ | 五介の長女たみ | 五介の長女たみ | 五介の長女たみ |  |  |                  |                  |                  |                  |                  |                  |  |  |            |  |  |  |  |  |  |  |
| 片倉市助 | 片倉市助 | 片倉市助 | 片倉市助 | 片倉市助 | 片倉市助 |  |  | 今井五介     | 今井五介     | 今井五介     | 今井五介     | 今井五介     | 今井五介     |  |  | 五介の長女たみ | 五介の長女たみ | 五介の長女たみ | 五介の長女たみ | 五介の長女たみ | 五介の長女たみ |  |  |                  |                  |                  |                  |                  |                  |  |  |            |  |  |  |  |  |  |  |
|          |          |          |          |          |          |  |  |              |              |              |              |              |              |  |  |                |                |                |                |                |                |  |  | 尾澤金藏         |                  |                  |                  |                  |                  |  |  |            |  |  |  |  |  |  |  |
|          |          |          |          |          |          |  |  |              |              |              |              |              |              |  |  |                |                |                |                |                |                |  |  |                  |                  |                  |                  |                  |                  |  |  |            |  |  |  |  |  |  |  |
|          |          |          |          |          |          |  |  |              |              |              |              |              |              |  |  |                |                |                |                |                |                |  |  |                  |                  |                  |                  |                  |                  |  |  |            |  |  |  |  |  |  |  |
|          |          |          |          |          |          |  |  |              |              |              |              |              |              |  |  | 今井眞平       |                |                |                |                |                |  |  |                  |                  |                  |                  |                  |                  |  |  |            |  |  |  |  |  |  |  |
|          |          |          |          |          |          |  |  |              |              |              |              |              |              |  |  |                |                |                |                |                |                |  |  |                  |                  |                  |                  |                  |                  |  |  |            |  |  |  |  |  |  |  |
|          |          |          |          |          |          |  |  |              |              |              |              |              |              |  |  |                |                |                |                |                |                |  |  |                  |                  |                  |                  |                  |                  |  |  |            |  |  |  |  |  |  |  |
|          |          |          |          |          |          |  |  |              |              |              |              |              |              |  |  | 今井五六       |                |                |                |                |                |  |  |                  |                  |                  |                  |                  |                  |  |  |            |  |  |  |  |  |  |  |
|          |          |          |          |          |          |  |  |              |              |              |              |              |              |  |  |                |                |                |                |                |                |  |  |                  |                  |                  |                  |                  |                  |  |  |            |  |  |  |  |  |  |  |
|          |          |          |          |          |          |  |  |              |              |              |              |              |              |  |  |                |                |                |                |                |                |  |  |                  |                  |                  |                  |                  |                  |  |  |            |  |  |  |  |  |  |  |

- 赤地に太字が本人、緑地は本人以外の尾澤家の当主である。
- 係累縁者が多いため、尾澤金一の親族に該当する著名人のみ氏名を記載した。
- 尾澤晴海は尾澤福太郞の長女と結婚し[9]、福太郞の養嗣子となったが早世したため[5]、家督は晴海の長男である金一が継承した[5]。
- 尾澤陸平は晴海の二男であり[5]、尾澤家から分家した。
- 尾澤琢郞は福太郞の弟であり[5]、尾澤家から分家した[5]。
- 尾澤虎雄は福太郞の長女と結婚し[5]、福太郞の養子となったが[5]、のちに他家から後妻を娶り[31]、尾澤家から分家した[32]。

## 略歴
- 1905年 - 誕生[5]。
- 1924年 - 慶應義塾籠球倶楽部結成[19]。
- 1930年 - 慶應義塾大学卒業[20]。
- 1937年 - 尾澤家の家督を相続[6]。
- 1937年 - 尾澤組代表社員。
- 1987年 - 死去[28]。

### 註釈
1. ↑  信濃国諏訪郡岡谷村は、のちの長野県岡谷市に該当する。
2. ↑  旧制成城中学校は、のちに成城高等学校の源流の一つとなった。
3. ↑  慶應義塾籠球倶楽部は、のちに慶應義塾體育會バスケットボール部ユニコーンズの源流の一つとなった。
4. ↑  愛知県丹羽郡犬山町は、のちの愛知県犬山市に該当する。
5. ↑  彩雲閣は、のちに名鉄犬山ホテルの源流の一つとなった。
6. ↑  東京府東京市に所在したこの土地は、のちの東京都港区に該当する。
7. ↑  東京市役所は、のちに東京都庁の源流の一つとなった。
8. ↑  梁瀬自動車株式会社は、のちに株式会社ヤナセの源流の一つとなった。
9. ↑  この土地に、梁瀬自動車株式会社は高浜工場を設置した。
10. ↑  原文は縦書きであり、「スラ〳〵と」の「〳〵」はくの字点である。

## 関連人物
- 片倉兼太郎
- 片倉兼太郎 (2代目)
- 片倉兼太郎 (3代目)
- 片倉三平
- 梁瀬次郎
- 梁瀬長太郎